# Филипп I де Монморанси
Филипп I де Монморанси-Нивель (фр. Philippe I de Montmorency-Nivelle; 1466 — 1526) — сеньор де Нивель.

## Биография
Третий сын Жана I де Нивеля и Гудулы Вилен.
Предназначался для духовного звания, и был деканом Сен-Тугаль-де-Лаваля, но после смерти старшего брата Жака (вероятно, около 1486) вернулся в мир. Поскольку он не успел принести священные обеты, брат Жан II де Нивель устроил его брак с Марией ван Хорн (1476—1558), старшей дочерью Фредерика ван Хорна, сеньора де Монтиньи в Остреване, и Филиппы де Мелён.
По брачному контракту, составленному 5 сентября 1496, Филипп становился наследником четверти семейных владений дома Монморанси, которые его брату удалось отсудить у дяди Гийома (часть баронии Монморанси, сеньорий Экуан, Конфлан-Сент-Онорин, Витри-ан-Бри, Сен-Лё и Плесси-Бушар), получал 125 ливров ренты с сеньории Фамешон, земель и сеньорий Вим в Артуа, Туттендаллер, близ Монтрёя, и Юисс в шателении Ауденарде, зависимой от Термонде, фьеф Триф и другие ренты.
Брат с женой, не имевшие детей, завещали ему пожизненно и неотзывно все владения, движимое и недвижимое имущество, ренты и доходы, которыми бы они обладали на момент смерти, в случае, если к тому времени у них не появится потомства.
Жена принесла в приданое сеньории Монтиньи, Вими, Ашикур, Фарбюс, Эскарпель, Соши-ле-Коше, Вандежи, Орне, Ассе-Легран, Курсель-Леконт, Ле-Голь-де-Буари, Сен-Мартен-Грёйе, верховную юстицию и сеньории Акль-ле-Мон-Сент-Элуа и Тангри, и другие земли, всего 16 сеньорий.
После смерти брата предложил королю Людовику XII принести оммаж за четверть владений дома Монморанси, но монарх отказался его принять, признав за Филиппом лишь право пользования землями совместно с Гийомом.
24 октября 1516 продал метру Николю Эрбело, сьеру де Ферьеру, советнику и начальнику счетной палаты короля, ренту в 200 ливров со своей доли семейных владений, получив взамен 3000 турских ливров. 19 мая 1517 его жена утвердила сделку актом, данным в замке Сен-Лё. 25 января 1527 Анн де Монморанси выкупил эту ренту у вдовы Ферьера дамуазели Франсуазы Браше, опекунши его детей.
Филиппу де Монморанси все же удалось добиться постановления Парижского парламента от 13 августа 1519, утверждавшего за ним владение четвертью доменов Монморанси, со всеми их зависимостями и правами, за исключением титула барона де Монморанси, единственным обладателем которого оставался Гийом.
В результате процесса о наследстве Гуара Вилена, начатого Яном ван Крюнингеном, родственником дома Виленов, против Жана II де Нивеля, Филипп, согласно постановлению Большого совета Карла V в Мехелене от 13 июля 1520 должен был уступить истцу половину наследства, полученного от  дяди по матери в Брабанте и Фландрии.

## Дети
- Фредерик де Монморанси, умер в малолетстве
- Жозеф де Монморанси (после 1496—1530), сеньор де Нивель. Жена (контракт 26.08.1523): Анна ван Эгмонт (ум. 1574), дочь Флориса ван Эгмонта, графа ван Бюрена, и Маргариты ван Берг
- Робер де Монморанси (ум. 1554), сеньор де Вим. Жена: Жанна де Байёль (ум. 1565), дочь Шарля де Байёля, сеньора де Дульё, наследного маршала Фландрии
- Филипп де Монморанси (ум. 13.12.1566), сеньор д'Ашикур
- Изабо де Монморанси. Муж (1529): Жоашен де Анже, сеньор де Муайенкур
- Маргарита де Монморанси (ум. 10.03.1570). Муж: Робер де Лонгваль, сеньор де Латур и де Варлен (ум. 1559)
- Мария де Монморанси (ум. 1531), не замужем
- Элен де Монморанси (ум. 19.09.1568), приоресса августинского монастыря святой Агнесы в Генте
- Клод де Монморанси (ок. 1498—1564), монахиня в Эстрёне, близ Арраса
- Франсуаза де Монморанси (1511—11.03.1570), дама де Монтиньи, Вим и Льенкур